# Mahalon
Mahalon – miejscowość i gmina we Francji, w regionie Bretania, w departamencie Finistère.
Według danych na rok 1990 gminę zamieszkiwały 773 osoby, a gęstość zaludnienia wynosiła 36 osób/km² (wśród 1269 gmin Bretanii Mahalon plasuje się na 681. miejscu pod względem liczby ludności, natomiast pod względem powierzchni na miejscu 467.).